# Карапиро
Карапиро (англ. Lake Karapiro) — водохранилище на реке Уаикато (Новая Зеландия). На местном языке название означает «дурно пахнущие камни». Высота над уровнем моря — 52 м.
Водохранилище образовалось после постройки гидроэлектростанции в 1947 году.
Площадь зеркала — 7,7 км² (примерно 11 км на 900 м), средняя глубина — около 11 м, максимальная — 30 м.
Водохранилище используется как место тренировок и соревнований гребцов. На Карапиро проходили чемпионаты мира по академической гребле в 1978 и 2010 гг, а также состязания на Играх Британской Империи в 1950 году.